# Rugby-Union-Juniorenweltmeisterschaft 2019
Die Rugby-Union-Juniorenweltmeisterschaft 2019 (engl. 2019 World Rugby U20 Championship) war die zwölfte Ausgabe der Weltmeisterschaft für U20-Junioren-Nationalmannschaften in der Sportart Rugby Union. Sie fand vom 4. bis 22. Juni 2019 in Argentinien statt, das zum zweiten Mal nach 2010 der Veranstalter war. Den Juniorenweltmeistertitel gewann zum zweiten Mal hintereinander Frankreich.
Einen Monat später fand in Brasilien die World Rugby U20 Trophy 2019 für tiefer eingestufte Mannschaften statt.

## Austragungsorte
Sämtliche Spiele fanden an folgenden Orten in der Provinz Santa Fe statt:
| Ort      | Stadion                         |
| -------- | ------------------------------- |
| Rosario  | Hipódromo de Rosario            |
| Rosario  | Old Resian Club                 |
| Santa Fe | Club de Rugby Ateneo Inmaculada |

## Teilnehmer
| Land        | Bisherige Teilnahmen | Ergebnis 2018 | Bestes Ergebnis                                  |
| ----------- | -------------------- | ------------- | ------------------------------------------------ |
| Argentinien | 12                   | 6.            | 3. Platz (2016)                                  |
| Australien  | 12                   | 5.            | 2. Platz (2010)                                  |
| England     | 12                   | 2.            | Weltmeister (2013, 2014, 2016)                   |
| Fidschi     | 8                    | −             | 6. Platz (2011)                                  |
| Frankreich  | 12                   | 1.            | Weltmeister (2018)                               |
| Georgien    | 4                    | 9.            | 9. Platz (2018)                                  |
| Irland      | 12                   | 11.           | 2. Platz (2016)                                  |
| Italien     | 10                   | 8.            | 8. Platz (2017, 2018)                            |
| Neuseeland  | 12                   | 4.            | Weltmeister (2008, 2009, 2010, 2011, 2015, 2017) |
| Schottland  | 12                   | 3.            | 5. Platz (2017)                                  |
| Südafrika   | 12                   | 3.            | Weltmeister (2012)                               |
| Wales       | 12                   | 7.            | 2. Platz (2013)                                  |

## Vorrunde

### Gruppe A
|    | Land        | Spiele | Siege | Unent. | Ndlg. | Spiel- punkte | Diff. | Bonus- punkte | Tabellen- punkte |
| -- | ----------- | ------ | ----- | ------ | ----- | ------------- | ----- | ------------- | ---------------- |
| 1. | Argentinien | 3      | 2     | 0      | 1     | 113:70        | + 43  | 3             | 11               |
| 2. | Frankreich  | 3      | 2     | 0      | 1     | 94:80         | + 14  | 3             | 11               |
| 3. | Wales       | 3      | 2     | 0      | 1     | 87:85         | + 2   | 1             | 9                |
| 4. | Fidschi     | 3      | 0     | 0      | 3     | 62:121        | − 59  | 1             | 1                |

| 4. Juni 2019 13:00 AST | Argentinien     | 25 : 30 | Wales | Hipódromo de Rosario, Rosario Schiedsrichter: Ben Blain (Schottland) |
| 4. Juni 2019 13:00 AST | (10:11) Bericht |         |       | Hipódromo de Rosario, Rosario Schiedsrichter: Ben Blain (Schottland) |

| 4. Juni 2019 15:30 AST | Frankreich      | 36 : 20 | Fidschi | Hipódromo de Rosario, Rosario Schiedsrichter: Nika Amaschukeli (Georgien) |
| 4. Juni 2019 15:30 AST | (15:13) Bericht |         |         | Hipódromo de Rosario, Rosario Schiedsrichter: Nika Amaschukeli (Georgien) |

| 8. Juni 2019 13:00 AST | Argentinien    | 41 : 14 | Fidschi | Club de Rugby Ateneo Inmaculada, Santa Fe Schiedsrichter: Andrea Piardi (Italien) |
| 8. Juni 2019 13:00 AST | (10:0) Bericht |         |         | Club de Rugby Ateneo Inmaculada, Santa Fe Schiedsrichter: Andrea Piardi (Italien) |

| 8. Juni 2019 13:00 AST | Frankreich     | 32 : 13 | Wales | Hipódromo de Rosario, Rosario Schiedsrichter: Rasta Rasivhenge (Südafrika) |
| 8. Juni 2019 13:00 AST | (10:8) Bericht |         |       | Hipódromo de Rosario, Rosario Schiedsrichter: Rasta Rasivhenge (Südafrika) |

| 12. Juni 2019 13:00 AST | Wales           | 44 : 28 | Fidschi | Club de Rugby Ateneo Inmaculada, Santa Fe Schiedsrichter: Pablo Deluca (Argentinien) |
| 12. Juni 2019 13:00 AST | (22:14) Bericht |         |         | Club de Rugby Ateneo Inmaculada, Santa Fe Schiedsrichter: Pablo Deluca (Argentinien) |

| 12. Juni 2019 13:00 AST | Frankreich     | 26 : 47 | Argentinien | Hipódromo de Rosario, Rosario Schiedsrichter: Christophe Ridley (England) |
| 12. Juni 2019 13:00 AST | (7:34) Bericht |         |             | Hipódromo de Rosario, Rosario Schiedsrichter: Christophe Ridley (England) |

### Gruppe B
|    | Land       | Spiele | Siege | Unent. | Ndlg. | Spiel- punkte | Diff. | Bonus- punkte | Tabellen- punkte |
| -- | ---------- | ------ | ----- | ------ | ----- | ------------- | ----- | ------------- | ---------------- |
| 1. | Australien | 3      | 2     | 0      | 1     | 114:85        | + 29  | 3             | 11               |
| 2. | Irland     | 3      | 2     | 0      | 1     | 97:85         | + 12  | 2             | 10               |
| 3. | England    | 3      | 2     | 0      | 1     | 106:98        | + 8   | 1             | 9                |
| 4. | Italien    | 3      | 0     | 0      | 3     | 49:98         | − 49  | 1             | 1                |

| 4. Juni 2019 10:30 AST | Australien     | 36 : 12 | Irland | Club de Rugby Ateneo Inmaculada, Santa Fe Schiedsrichter: Pablo Deluca (Argentinien) |
| 4. Juni 2019 10:30 AST | (17:0) Bericht |         |        | Club de Rugby Ateneo Inmaculada, Santa Fe Schiedsrichter: Pablo Deluca (Argentinien) |

| 4. Juni 2019 15:30 AST | England         | 26 : 42 | Irland | Club de Rugby Ateneo Inmaculada, Santa Fe Schiedsrichter: Damon Murphy (Australien) |
| 4. Juni 2019 15:30 AST | (13:14) Bericht |         |        | Club de Rugby Ateneo Inmaculada, Santa Fe Schiedsrichter: Damon Murphy (Australien) |

| 8. Juni 2019 10:30 AST | Australien      | 45 : 17 | Irland | Club de Rugby Ateneo Inmaculada, Santa Fe Schiedsrichter: Christophe Ridley (England) |
| 8. Juni 2019 10:30 AST | (10:11) Bericht |         |        | Club de Rugby Ateneo Inmaculada, Santa Fe Schiedsrichter: Christophe Ridley (England) |

| 8. Juni 2019 15:30 AST | England       | 24 : 23 | Italien | Club de Rugby Ateneo Inmaculada, Santa Fe Schiedsrichter: James Doleman (Neuseeland) |
| 8. Juni 2019 15:30 AST | (7:6) Bericht |         |         | Club de Rugby Ateneo Inmaculada, Santa Fe Schiedsrichter: James Doleman (Neuseeland) |

| 12. Juni 2019 10:30 AST | Italien        | 14 : 38 | Irland | Club de Rugby Ateneo Inmaculada, Santa Fe Schiedsrichter: Rasta Rasivhenge (Südafrika) |
| 12. Juni 2019 10:30 AST | (7:31) Bericht |         |        | Club de Rugby Ateneo Inmaculada, Santa Fe Schiedsrichter: Rasta Rasivhenge (Südafrika) |

| 12. Juni 2019 15:30 AST | England         | 56 : 33 | Australien | Club de Rugby Ateneo Inmaculada, Santa Fe Schiedsrichter: Craig Evans (Wales) |
| 12. Juni 2019 15:30 AST | (42:12) Bericht |         |            | Club de Rugby Ateneo Inmaculada, Santa Fe Schiedsrichter: Craig Evans (Wales) |

### Gruppe C
|    | Land       | Spiele | Siege | Unent. | Ndlg. | Spiel- punkte | Diff. | Bonus- punkte | Tabellen- punkte |
| -- | ---------- | ------ | ----- | ------ | ----- | ------------- | ----- | ------------- | ---------------- |
| 1. | Südafrika  | 3      | 3     | 0      | 0     | 116:56        | + 60  | 2             | 14               |
| 2. | Neuseeland | 3      | 2     | 0      | 1     | 114:71        | + 43  | 2             | 10               |
| 3. | Georgien   | 3      | 1     | 0      | 2     | 50:105        | − 55  | 0             | 4                |
| 4. | Schottland | 3      | 0     | 0      | 3     | 64:112        | − 48  | 2             | 2                |

| 4. Juni 2019 10:30 AST | Südafrika       | 43 : 19 | Schottland | Hipódromo de Rosario, Rosario Schiedsrichter: Craig Evans (Wales) |
| 4. Juni 2019 10:30 AST | (17:12) Bericht |         |            | Hipódromo de Rosario, Rosario Schiedsrichter: Craig Evans (Wales) |

| 4. Juni 2019 13:00 AST | Neuseeland     | 45 : 13 | Georgien | Club de Rugby Ateneo Inmaculada, Santa Fe Schiedsrichter: Andrea Piardi (Italien) |
| 4. Juni 2019 13:00 AST | (19:6) Bericht |         |          | Club de Rugby Ateneo Inmaculada, Santa Fe Schiedsrichter: Andrea Piardi (Italien) |

| 8. Juni 2019 10:30 AST | Südafrika      | 48 : 20 | Georgien | Hipódromo de Rosario, Rosario Schiedsrichter: Ben Blain (Schottland) |
| 8. Juni 2019 10:30 AST | (21:5) Bericht |         |          | Hipódromo de Rosario, Rosario Schiedsrichter: Ben Blain (Schottland) |

| 8. Juni 2019 15:30 AST | Neuseeland      | 52 : 33 | Schottland | Hipódromo de Rosario, Rosario Schiedsrichter: Nika Amaschukeli (Georgien) |
| 8. Juni 2019 15:30 AST | (26:12) Bericht |         |            | Hipódromo de Rosario, Rosario Schiedsrichter: Nika Amaschukeli (Georgien) |

| 12. Juni 2019 10:30 AST | Georgien      | 17 : 12 | Schottland | Hipódromo de Rosario, Rosario Schiedsrichter: James Doleman (Neuseeland) |
| 12. Juni 2019 10:30 AST | (0:7) Bericht |         |            | Hipódromo de Rosario, Rosario Schiedsrichter: James Doleman (Neuseeland) |

| 12. Juni 2019 15:30 AST | Südafrika      | 25 : 17 | Neuseeland | Hipódromo de Rosario, Rosario Schiedsrichter: Damon Murphy (Australien) |
| 12. Juni 2019 15:30 AST | (19:3) Bericht |         |            | Hipódromo de Rosario, Rosario Schiedsrichter: Damon Murphy (Australien) |

## Setzliste
Die Setzliste für die K.-o.-Phase, basierend auf den Ergebnissen der Vorrunde.
|                           | Land        | Gruppe | Diff. | Punkte |
| ------------------------- | ----------- | ------ | ----- | ------ |
| Finalrunde                |             |        |       |        |
| 01.                       | Südafrika   | C      | + 60  | 14     |
| 02.                       | Argentinien | A      | + 43  | 11     |
| 03.                       | Australien  | B      | + 29  | 11     |
| 04.                       | Frankreich  | A      | + 14  | 11     |
| Playoff um Platz 5 bis 8  |             |        |       |        |
| 05.                       | Neuseeland  | C      | + 43  | 10     |
| 06.                       | Irland      | B      | + 12  | 10     |
| 07.                       | England     | B      | + 8   | 9      |
| 08.                       | Wales       | A      | + 2   | 9      |
| Playoff um Platz 9 bis 12 |             |        |       |        |
| 09.                       | Georgien    | C      | − 55  | 4      |
| 10.                       | Schottland  | C      | − 48  | 2      |
| 11.                       | Italien     | B      | − 49  | 1      |
| 12.                       | Fidschi     | A      | − 59  | 1      |

## K.-o.-Phase

### Playoff um Platz 9 bis 12
|  | Halbfinale        | Halbfinale        |                   |    | 9. Platz          | 9. Platz          |
|  |                   |                   |                   |    |                   |                   |
|  | Schottland        | 19                |                   |    |                   |                   |
|  | Italien           | 26                |                   |    |                   |                   |
|  | 17. Juni, Rosario |                   |                   |    |                   |                   |
|  |                   |                   | 22. Juni, Rosario |    |                   |                   |
|  | Italien           | 29                |                   |    |                   |                   |
|  |                   | Georgien          | 17                |    |                   |                   |
|  |                   |                   |                   |    |                   |                   |
|  | 11. Platz         |                   |                   |    |                   |                   |
|  | 17. Juni, Rosario | 17. Juni, Rosario | Schottland        | 34 |                   |                   |
|  | Georgien          | 12                | Fidschi           | 59 |                   |                   |
|  | Fidschi           | 8                 |                   |    | 22. Juni, Rosario | 22. Juni, Rosario |

Halbfinale
| 17. Juni 2019 10:30 AST | Schottland     | 19 : 26 | Italien | Old Resian Club, Rosario Schiedsrichter: Damon Murphy (Australien) |
| 17. Juni 2019 10:30 AST | (7:19) Bericht |         |         | Old Resian Club, Rosario Schiedsrichter: Damon Murphy (Australien) |

| 17. Juni 2019 13:00 AST | Georgien      | 12 : 8 | Fidschi | Old Resian Club, Rosario Schiedsrichter: Rasta Rasivhenge (Südafrika) |
| 17. Juni 2019 13:00 AST | (0:5) Bericht |        |         | Old Resian Club, Rosario Schiedsrichter: Rasta Rasivhenge (Südafrika) |

Spiel um Platz 11
| 22. Juni 2019 10:30 AST | Schottland      | 34 : 59 | Fidschi | Old Resian Club, Rosario Schiedsrichter: Eoghan Cross (Irland) |
| 22. Juni 2019 10:30 AST | (15:38) Bericht |         |         | Old Resian Club, Rosario Schiedsrichter: Eoghan Cross (Irland) |

Spiel um Platz 9
| 22. Juni 2019 15:00 AST | Italien       | 29 : 17 | Georgien | Old Resian Club, Rosario Schiedsrichter: Pablo Deluca (Argentinien) |
| 22. Juni 2019 15:00 AST | (7:3) Bericht |         |          | Old Resian Club, Rosario Schiedsrichter: Pablo Deluca (Argentinien) |

### Playoff um Platz 5 bis 8
|  | Halbfinale        | Halbfinale        |                   |    | 5. Platz          | 5. Platz          |
|  |                   |                   |                   |    |                   |                   |
|  | Neuseeland        | 7                 |                   |    |                   |                   |
|  | Wales             | 8                 |                   |    |                   |                   |
|  | 17. Juni, Rosario |                   |                   |    |                   |                   |
|  |                   |                   | 22. Juni, Rosario |    |                   |                   |
|  | Wales             | 26                |                   |    |                   |                   |
|  |                   | England           | 45                |    |                   |                   |
|  |                   |                   |                   |    |                   |                   |
|  | 7. Platz          |                   |                   |    |                   |                   |
|  | 17. Juni, Rosario | 17. Juni, Rosario | Neuseeland        | 40 |                   |                   |
|  | Irland            | 23                | Irland            | 17 |                   |                   |
|  | England           | 30                |                   |    | 22. Juni, Rosario | 22. Juni, Rosario |

Halbfinale
| 17. Juni 2019 10:30 AST | Neuseeland    | 7 : 8 | Wales | Hipódromo de Rosario, Rosario Schiedsrichter: Christophe Ridley (England) |
| 17. Juni 2019 10:30 AST | (0:5) Bericht |       |       | Hipódromo de Rosario, Rosario Schiedsrichter: Christophe Ridley (England) |

| 17. Juni 2019 15:30 AST | Irland         | 23 : 30 | England | Old Resian Club, Rosario Schiedsrichter: Ben Blain (Schottland) |
| 17. Juni 2019 15:30 AST | (6:13) Bericht |         |         | Old Resian Club, Rosario Schiedsrichter: Ben Blain (Schottland) |

Spiel um Platz 7
| 22. Juni 2019 13:00 AST | Neuseeland     | 40 : 17 | Irland | Old Resian Club, Rosario Schiedsrichter: Andrea Piardi (Italien) |
| 22. Juni 2019 13:00 AST | (26:5) Bericht |         |        | Old Resian Club, Rosario Schiedsrichter: Andrea Piardi (Italien) |

Spiel um Platz 5
| 22. Juni 2019 10:30 AST | Wales          | 26 : 45 | England | Hipódromo de Rosario, Rosario Schiedsrichter: Nika Amaschukeli (Georgien) |
| 22. Juni 2019 10:30 AST | (0:28) Bericht |         |         | Hipódromo de Rosario, Rosario Schiedsrichter: Nika Amaschukeli (Georgien) |

### Finalrunde
|  | Halbfinale        | Halbfinale        |                   |    | Finale            | Finale            |
|  |                   |                   |                   |    |                   |                   |
|  | Argentinien       | 13                |                   |    |                   |                   |
|  | Australien        | 34                |                   |    |                   |                   |
|  | 17. Juni, Rosario |                   |                   |    |                   |                   |
|  |                   |                   | 22. Juni, Rosario |    |                   |                   |
|  | Australien        | 23                |                   |    |                   |                   |
|  |                   | Frankreich        | 24                |    |                   |                   |
|  |                   |                   |                   |    |                   |                   |
|  | 3. Platz          |                   |                   |    |                   |                   |
|  | 17. Juni, Rosario | 17. Juni, Rosario | Argentinien       | 16 |                   |                   |
|  | Südafrika         | 7                 | Südafrika         | 41 |                   |                   |
|  | Frankreich        | 20                |                   |    | 22. Juni, Rosario | 22. Juni, Rosario |

Halbfinale
| 17. Juni 2019 13:00 AST | Argentinien     | 13 : 34 | Australien | Hipódromo de Rosario, Rosario Schiedsrichter: James Doleman (Neuseeland) |
| 17. Juni 2019 13:00 AST | (13:17) Bericht |         |            | Hipódromo de Rosario, Rosario Schiedsrichter: James Doleman (Neuseeland) |

| 17. Juni 2019 15:30 AST | Südafrika      | 7 : 20 | Frankreich | Hipódromo de Rosario, Rosario Schiedsrichter: Craig Evans (Wales) |
| 17. Juni 2019 15:30 AST | (7:14) Bericht |        |            | Hipódromo de Rosario, Rosario Schiedsrichter: Craig Evans (Wales) |

Spiel um Platz 3
| 22. Juni 2019 13:30 AST | Argentinien    | 16 : 41 | Südafrika | Hipódromo de Rosario, Rosario Schiedsrichter: Damon Murphy (Australien) |
| 22. Juni 2019 13:30 AST | (3:17) Bericht |         |           | Hipódromo de Rosario, Rosario Schiedsrichter: Damon Murphy (Australien) |

Finale
| 22. Juni 2019 15:30 AST | Australien      | 23 : 24 | Frankreich | Hipódromo de Rosario, Rosario Schiedsrichter: James Doleman (Neuseeland) |
| 22. Juni 2019 15:30 AST | (13:18) Bericht |         |            | Hipódromo de Rosario, Rosario Schiedsrichter: James Doleman (Neuseeland) |

## Schlussplatzierungen
| Platz | Land        |
| ----- | ----------- |
| 01    | Frankreich  |
| 02    | Australien  |
| 03    | Südafrika   |
| 04    | Argentinien |
| 05    | England     |
| 06    | Wales       |
| 07    | Neuseeland  |
| 08    | Irland      |
| 09    | Italien     |
| 10    | Georgien    |
| 11    | Fidschi     |
| 12    | Schottland  |

Frankreich wurde Weltmeister, Schottland stieg ab und nahm 2023 an der World Rugby U20 Trophy teil. Die Juniorenweltmeisterschaften 2020 bis 2022 mussten wegen der COVID-19-Pandemie abgesagt werden.